# ثنائي كربونيل التيتانوسين
ثنائي كربونيل التيتانوسين هو مركب تيتانيوم عضوي صيغته C12H10O2Ti، ويوجد على هيئة صلب بلوري أحمر.
ينتمي المركب إلى الميتالوسينات، وهو يتألف بنيوياً من ذرة تيتانيوم مركزية مرتبطة إلى ربيطتين من أنيون حلقي البنتاديينيل (وحدة تيتانوسين) وربيطتين من أحادي أكسيد الكربون. برهن على البنية باستخدام تقنية دراسة البلورات بالأشعة السينية.

## التحضير
يحضر المركب انطلاقاً من كلوريد التيتانيوم الرباعي بالتفاعل مع المغنيسيوم في جو من غاز أحادي أكسيد الكربون:
{\displaystyle {\ce {(C5H5)2TiCl2 + Mg + 2 CO -> (C5H5)2Ti(CO)2 + MgCl2}}}
حضر المركب أول مرة بالتفاعل بين رباعي كلوريد التيتانيوم مع حلقي بنتاديينيد الصوديوم في جو من أحادي أكسيد الكربون.

## الخواص
يوجد المركب في الشروط القياسية على هيئة صلب بلوري أحمر، وهو يتحلمه عند التعرض للهواء أو الرطوبة؛ وهو ينحل في المذيبات العضوية.